# NGC 294
NGC 294 est un amas ouvert dans le Petit Nuage de Magellan (PNM) situé dans la constellation du Toucan. NGC 294 a été découvert par l'astronome britannique John Herschel en 1826. L'astronome écossais James Dunlop a peut-être observé cet amas le 5 septembre 1826.

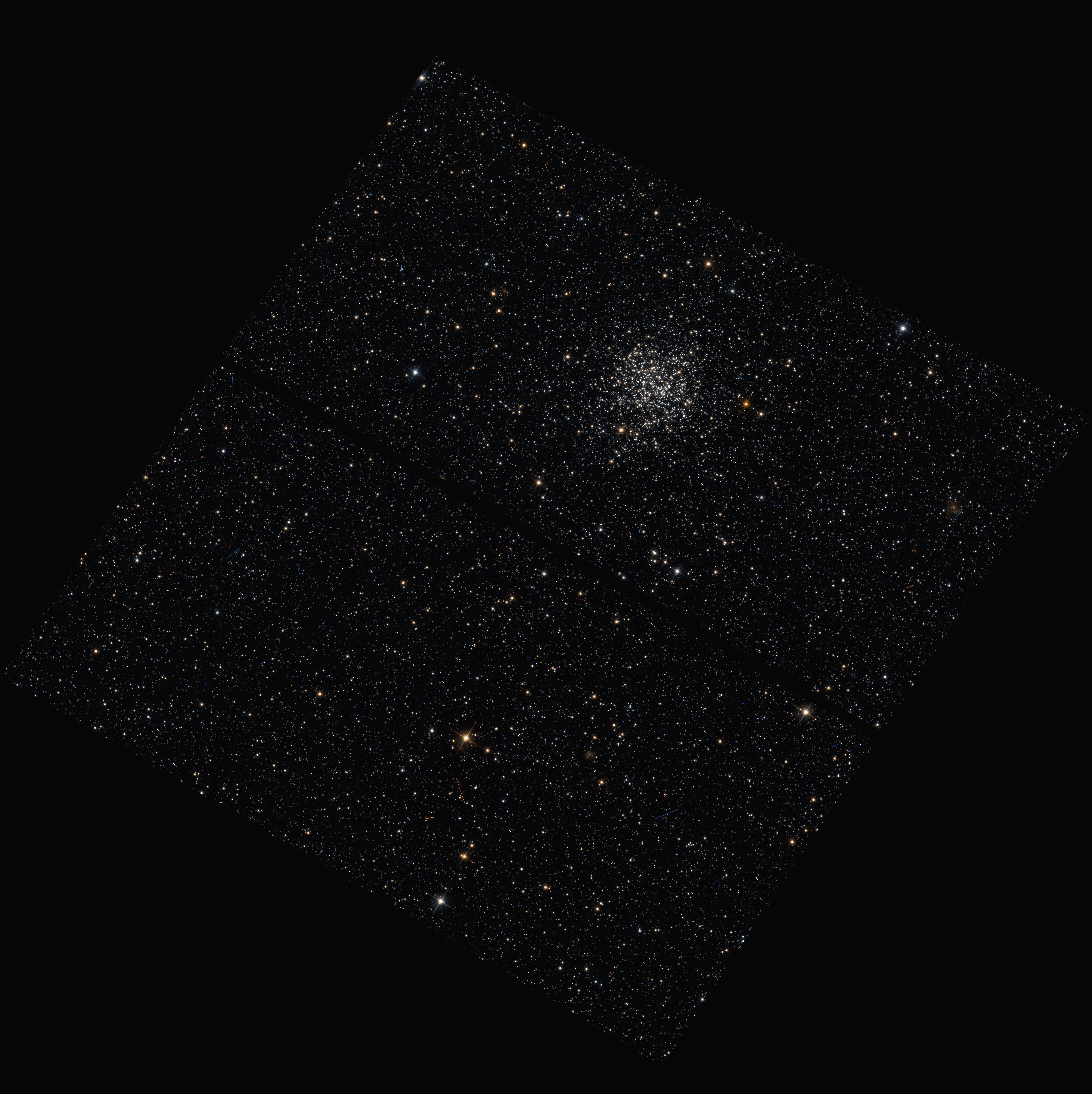
NGC 294 par le télescope spatial Hubble.

NGC 294 est à peu près à la même distance de nous que le PNM, soit 199 000 années-lumière.